# Kurt von Kessel
Kurt Friedrich Otto Albrecht von Kessel (* 3. Juli 1862 in Oberglauche; † 11. Mai 1921 in Breslau) war ab 1920 Oberpräsident von Schlesien.

## Leben
Kurt war ein Sohn von Albrecht von Kessel (1832–1895) und dessen Ehefrau Anna geb. von Reinersdorff-Paczenski und Tenczin (1842–1891).
Kessel studierte an der Ruprecht-Karls-Universität Heidelberg und der Friedrich-Wilhelms-Universität zu Berlin Rechtswissenschaft. 1882 wurde er Mitglied des Corps Saxo-Borussia Heidelberg. Noch im selben Jahr wurde er aktiver Kavallerieoffizier in der Preußischen Armee. Er schied 1895 als Premierleutnant aus dem Dienst aus und übernahm das väterliche Rittergut Oberglauche im Bezirk Breslau. Von 1899 bis 1918 saß Kessel als Abgeordneter des Wahlkreises Breslau 2 (Militsch, Trebnitz) im Preußischen Abgeordnetenhaus. Er gehörte der Fraktion der Konservativen Partei (Preußen) an. 1919–1921 saß er als Abgeordneter der Deutschnationalen Volkspartei in der Verfassungsgebenden Preußischen Landesversammlung. Beim Kapp-Putsch 1920 setzten ihn Putschisten als Oberpräsidenten für Schlesien ein. 
Kessel hatte am 30. September 1891 in Ronowo Theodora von Bethmann-Hollweg (* 1871) geheiratet. Aus der Ehe gingen die Tochter Anna (* 1892) sowie die Söhne Theodor (* 1894), Friedrich von Kessel (1896–1975) und Albrecht von Kessel (1902–1976) hervor.  Elisabeth Crodel, geb. von Fiebig war seine Nichte.